# Orthodontium ruwenzorensis
Orthodontium ruwenzorensis är en bladmossart som beskrevs av O'shea 1995. Orthodontium ruwenzorensis ingår i släktet Orthodontium och familjen Bryaceae. Inga underarter finns listade i Catalogue of Life.